# 玛尔特·戈蒂埃
玛尔特·戈蒂埃（法語：Marthe Gautier，法語發音：[maʁt ɡotje]；1925年9月10日—2022年4月30日）是一位法国医生，同时也是一位研究人员，正是她发现了21三体综合征（唐氏综合征）的病因。这个发现长期被归功于热罗姆·勒热纳，但现在科学界公认戈蒂埃才是这个发现的真正主人。

## 发现：染色体异常是唐氏综合征的病因

### 实验室里的细胞培养
1956年，瑞典隆德大学的生物学家发现人类染色体数目为46条。一位名叫雷蒙·蒂尔潘的法国医生对唐氏综合症很感兴趣并猜想其病因可能在于染色体，于是提出可以在实验室对培养的细胞的染色体进行观察。戈蒂埃在美国曾进行过细胞培养的良好教育，于是，她在图尔平的支持下建立了第一个体外的（In vitro）细胞培养实验室。
戈蒂埃对结缔组织上分离的成纤维细胞进行培养和计数，因为这些细胞比较容易在局部麻醉的条件下获得。细胞培养的方法是简单明确的，戈蒂埃也很快证实了这些方法是可行的。她从附近地区的外科医生那儿获得了一些实验材料，在两名技术人员的帮助下成功的培养了细胞，采用了称为“hypotonic shock method”的技术---用低渗透溶液使细胞膜破裂，染色体外露，而染色体形态保持不变。这样，通过实验观察和计数，戈蒂埃在1958年发现唐氏综合征患者细胞中多出的染色体，这是医学史上第一次证实了唐氏综合征患者和正常人在染色体上存在差异。

### 公布结果
由于戈蒂埃的实验室中并无可以配合显微镜进行拍照的设备，她委托法国科学研究中心（CNRS）的实习生热罗姆·勒热纳把自己的装片带到另一个实验室进行拍照。
1959年，一篇论文在科学院院刊上发表了，公布了对戈蒂埃的细胞装片的分析结果，勒热纳是论文的第一作者，功劳最大的戈蒂埃为第二作者，医生图尔平是第三作者。

### 发现归属
1960年4月，这种病情被命名为21-三体。1970年勒热纳基金会开始推广勒热纳为病因的唯一发现者。意识到有被操纵的戈蒂埃决定放弃21-三体的研究，并返回到临床岗位照顾受病患儿。2014年1月31日，第七届人类医学遗传学大会决定颁奖表彰戈蒂埃，在勒热纳基金会的压力下被迫取消。3天后，法国网站报道了此次事件，引起了科学界和更广大的舆论对戈蒂埃的支持。